# Coppa Europa di atletica leggera 2004
La Coppa Europa di atletica leggera 2004 si è tenuta a Bydgoszcz, in Polonia dal 19 al 20 giugno.

## Classifiche finali

### Super league
| Uomini | Uomini        | Uomini |
| Pos.   | Nazione       | Pt.    |
| ------ | ------------- | ------ |
| 1      | Germania      | 107.5  |
| 2      | Francia       | 105    |
| 3      | Polonia       | 104    |
| 4      | Gran Bretagna | 102.5  |
| 5      | Russia        | 99     |
| 6      | Italia        | 72     |
| 7      | Svezia        | 67     |
| 8      | Paesi Bassi   | 62     |

| Donne | Donne         | Donne |
| Pos.  | Nazione       | Pt.   |
| ----- | ------------- | ----- |
| 1     | Russia        | 142   |
| 2     | Ucraina       | 97    |
| 3     | Francia       | 92.5  |
| 4     | Germania      | 92    |
| 5     | Polonia       | 86.5  |
| 6     | Grecia        | 79    |
| 7     | Spagna        | 66    |
| 8     | Gran Bretagna | 63    |